# Bryobartramiaceae
Bryobartramiaceae là một họ rêu trong bộ Pottiales.